# 卢卡什·巴巴奇
卢卡什·巴巴奇（1985年3月20日—），斯洛伐克男子赛艇运动员。他曾代表斯洛伐克参加世界赛艇锦标赛，获得一枚银牌和一枚铜牌。他也曾参加2004年夏季奥林匹克运动会。